# Graimbouville
Graimbouville és un municipi francès situat al departament del Sena Marítim i a la regió de Normandia. L'any 2007 tenia 574 habitants.

## Demografia

### Població
El 2007 la població de fet de Graimbouville era de 574 persones. Hi havia 192 famílies de les quals 24 eren unipersonals (16 homes vivint sols i 8 dones vivint soles), 44 parelles sense fills, 96 parelles amb fills i 28 famílies monoparentals amb fills.
La població ha evolucionat segons el següent gràfic:
Habitants censats

### Habitatges
El 2007 hi havia 206 habitatges, 196 eren l'habitatge principal de la família, 8 eren segones residències i 2 estaven desocupats. 200 eren cases i 3 eren apartaments. Dels 196 habitatges principals, 170 estaven ocupats pels seus propietaris, 24 estaven llogats i ocupats pels llogaters i 2 estaven cedits a títol gratuït; 3 tenien una cambra, 5 en tenien dues, 24 en tenien tres, 48 en tenien quatre i 116 en tenien cinc o més. 152 habitatges disposaven pel capbaix d'una plaça de pàrquing. A 77 habitatges hi havia un automòbil i a 112 n'hi havia dos o més.

### Piràmide de població
La piràmide de població per edats i sexe el 2009 era:
| Homes | Edats   | Dones |
| ----- | ------- | ----- |
| 0     | 95 o +  | 0     |
| 0     | 90 a 94 | 0     |
| 0     | 85 a 89 | 0     |
| 4     | 80 a 84 | 0     |
| 0     | 75 a 79 | 4     |
| 8     | 70 a 74 | 0     |
| 16    | 65 a 69 | 8     |
| 12    | 60 a 64 | 16    |
| 8     | 55 a 59 | 8     |
| 20    | 50 a 54 | 12    |
| 12    | 45 a 49 | 12    |
| 28    | 40 a 44 | 36    |
| 24    | 35 a 39 | 28    |
| 16    | 30 a 34 | 20    |
| 20    | 25 a 29 | 16    |
| 16    | 20 a 24 | 20    |
| 20    | 15 a 19 | 16    |
| 28    | 10 a 14 | 24    |
| 36    | 5 a 9   | 28    |
| 8     | 0 a 4   | 8     |

## Economia
El 2007 la població en edat de treballar era de 381 persones, 278 eren actives i 103 eren inactives. De les 278 persones actives 252 estaven ocupades (141 homes i 111 dones) i 26 estaven aturades (12 homes i 14 dones). De les 103 persones inactives 35 estaven jubilades, 41 estaven estudiant i 27 estaven classificades com a «altres inactius».

### Ingressos
El 2009 a Graimbouville hi havia 188 unitats fiscals que integraven 543 persones, la mediana anual d'ingressos fiscals per persona era de 19.444 €.

### Activitats econòmiques
Dels 14 establiments que hi havia el 2007, 1 era d'una empresa extractiva, 3 d'empreses de construcció, 1 d'una empresa de comerç i reparació d'automòbils, 1 d'una empresa de transport, 2 d'empreses financeres, 3 d'empreses de serveis, 1 d'una entitat de l'administració pública i 2 d'empreses classificades com a «altres activitats de serveis».
Dels 4 establiments de servei als particulars que hi havia el 2009, 1 era un guixaire pintor, 1 fusteria, 1 electricista i 1 perruqueria.
L'any 2000 a Graimbouville hi havia 11 explotacions agrícoles que ocupaven un total de 721 hectàrees.

## Equipaments sanitaris i escolars
El 2009 hi havia una escola elemental integrada dins d'un grup escolar amb les comunes properes formant una escola dispersa.

## Poblacions més properes
El següent diagrama mostra les poblacions més properes.